# B介子
B介子（英語：B meson）是一種含有反底夸克的介子。B介子可細分成四種，按介子中的另一種夸克而定：
B+
含有上夸克，
B0
含有下夸克，
B0
s含有奇夸克，而
B+
c則含有魅夸克。由於頂夸克的壽命實在太短，所以一般認為反底夸克不能與頂夸克生成介子。而底夸克與反底夸克這個組合不是B介子，是底夸克偶素，當中最有名的是Υ介子。
每一種B介子都有其對應的反粒子，內含底夸克及各種反夸克，分別為反上夸克(
B−
)、反下夸克(
B0
)、反奇夸克(
B0
s)及反魅夸克(
B−
c)。

## B介子列表
| 粒子    | 符號 | 反粒子 | 內含 夸克 | 電荷 | 同位旋(I) | 自旋及宇稱(JP) | 靜止質量 (MeV/c2) | S  | C  | B' | 平均壽命(s)              | 一般衰變產物                                                                                 |
| ------- | ---- | ------ | --------- | ---- | --------- | -------------- | ----------------- | -- | -- | -- | ------------------------ | -------------------------------------------------------------------------------------------- |
| B介子   | B+   | B−     | u b       | +1   | 1⁄2       | 0−             | 5279.15±0.31      | 0  | 0  | +1 | (1.638±0.011)×10−12      | 見http://pdg.lbl.gov/2010/tables/rpp2010-tab-mesons-bottom.pdf（页面存档备份，存于）         |
| B介子   | B0   | B0     | d b       | 0    | 1⁄2       | 0−             | 5279.53±0.33      | 0  | 0  | +1 | (1.530±0.009)×10−12      | 見http://pdg.lbl.gov/2010/tables/rpp2010-tab-mesons-bottom.pdf（页面存档备份，存于）         |
| 奇B介子 | B0 s | B0 s   | s b       | 0    | 0         | 0−             | 5366.3±0.6        | −1 | 0  | +1 | 1.470+0.027 −0.026×10−12 | 見http://pdg.lbl.gov/2010/tables/rpp2010-tab-mesons-bottom-strange.pdf（页面存档备份，存于） |
| 粲B介子 | B+ c | B− c   | c b       | +1   | 0         | 0−             | 6276±4            | 0  | +1 | +1 | (0.46±0.07)×10−12        | 見http://pdg.lbl.gov/2010/tables/rpp2010-tab-mesons-bottom-charm.pdf（页面存档备份，存于）   |

## B–B振蕩
中性的B介子（
B0
及
B0
s）能自發地變換成對應的反粒子，還能夠再變換成原來的粒子。這個現象叫做味振蕩。中性B介子振蕩的存在，是粒子物理學標準模型的一項基本預測。測量結果指出
B0
–
B0
系統的振蕩量約為0.496 ps−1，而費米實驗室的CDF實驗測量到
B0
s–
B0
s系統的Δms = 17.77±0.10（統計誤差）±0.07（系統誤差） ps−1。最早的
B0
s–
B0
s系統上下限值是由費米實驗室的另一個項目DØ實驗所估算的。
在2006年9月25日，費米實驗室對外宣佈說他們發現了之前由理論所預測的Bs介子振蕩。根據實驗室的新聞稿：
費米實驗室之前就發現了底夸克（1977年）和頂夸克（1995年），這次在第二次運轉的首項大發現延續了那裏粒子發現的傳統。但是令人驚奇的是，Bs的奇異變化竟然是由基本粒子與相互作用的標準模型所預測的。這次振蕩變化的發現，因此又再一次證實了標準模型的能耐...
CDF物理學家之前就測量過Bs介子的物質－反物質變換率，當中包括了被強核力綁在反奇夸克上的重底夸克。現在他們已經達到了粒子物理學的發現標準，也就是說虛假觀測的機率需在一千萬分之五以下。而CDF結果的虛概概率比標準還要小，為一億分之八(8/100,000,000)。
《芝加哥論壇報》的羅納德·科圖拉克(Ronald Kotulak)在文章中說這粒子很“奇怪”，並指出這介子與“反物質陰森領域”的已知相互作用，可能會“開啟物理學新紀元的門”。
在2010年5月20日，費米國家加速器實驗室的物理學家有報告指出，振蕩衰變成物質的概率，比衰變成反物質的高1%，這個概率差可能解釋到為甚麼可見宇宙中物質要比反物質要多很多。最近在LHCb有新的實驗結果，他們的數據樣本比費米實驗室的大，然而結果與標準模型的預測相差無幾。

## 外部連結
- W.-M. Yao et al. (Particle Data Group), J. Phys. G 33, 1 (2006) and 2007 partial update for edition 2008 (URL: http://pdg.lbl.gov)（页面存档备份，存于）
- V. Jamieson. . New Scientist. 18 March 2008  [2010-01-23]. （原始内容存档于2012-08-06）.